# Just as Long as You Are There
Singles de Vanessa Paradis
Sunday Mondays 
 (janvier 1993) Natural high 
 (septembre 1993)
Pistes de Vanessa Paradis
Paradis Gotta have it
Just as Long as You Are There est le 12e single de Vanessa Paradis. Il est sorti en juin 1993 en 3e extrait de l'album Vanessa Paradis, produit par Lenny Kravitz. Il est entièrement chanté en anglais.
La photo de la pochette est réalisée par le photographe Antoine Le Grand.

## Versions
Vanessa interprète ce titre lors du Natural High Tour en 1993, mais aussi en live avec Guesch Patti et Willy DeVille dans les chœurs lors de l'émission musicale Taratata en mai 1993 sur France 2.

## Le clip
Le clip de Just as Long as You Are There a été réalisé par Mathias Ledoux. Il s'agit d'un enregistrement du concert filmé de Vanessa Paradis à l'Olympia de Paris en mars 1993. Il est diffusé à la télévision début mai 1993.

## Musiciens
- Batterie / Basse / Guitare / Tambourin : Lenny Kravitz
- Wurlitzer : Henry Hirsch
- chœurs Gospel : Lenny Kravitz / Vanessa Paradis / Angie Stone
- Chants d'église : Richard Mitchell / Judith Hobson
- Mixeur : Henry Hirsch